# Lowboy

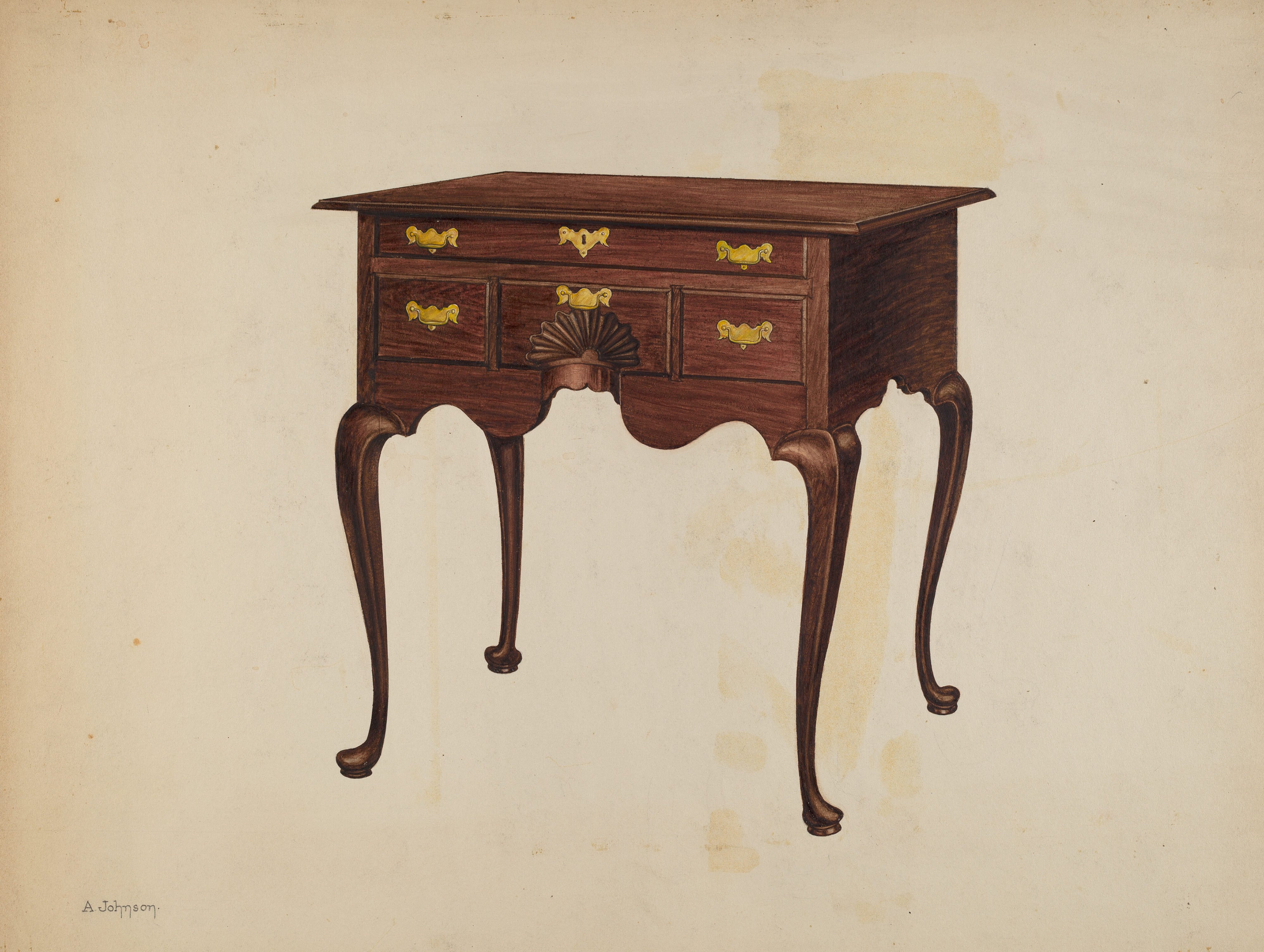
Lowboy

Lowboy – rodzaj mebla. Odmiana niskiej komody spoczywającej na wysokich, wygiętych nogach. 
Lowboy miał zwykle dwa rzędy szuflad – jedną szeroką umieszczoną u góry i trzy małe w dolnym rzędzie. Był to mebel wielofunkcyjny: pełnił rolę toaletki, pomocniczego stolika w jadalni lub pulpitu do pisania. W tym ostatnim przypadku czoła szuflad umocowane były na zawiasach w taki sposób, że można było je opuszczać do pozycji poziomej i tworzyć rodzaj blatu. Komoda ta występowała często w komplecie z inną wysoką komodą nazywaną highboy.
Lowboy był popularny od końca XVII i przez cały wiek XVIII, głównie w Ameryce, ale również w Anglii. Wykonywano go najczęściej z drewna orzechowego, dębu i mahoniu, z mosiężnymi uchwytami i okuciami. Część egzemplarzy miała wyrzeźbioną na froncie stylizowaną muszlę.